# قنطريون رملي
القنطريون الرملي واسمه العلمي (باللاتينية: Centaurea ammocyanus) نوع نباتي ينتمي إلى جنس القنطريون من الفصيلة النجمية.

## الموئل والانتشار
موطنه بلاد الشام وسيناء وتركيا.